# رد انگشتان من
رد انگشتان من نام یک آلبوم موسیقی بی کلام است. بیشتر قطعات این آلبوم مربوط به موسیقی فیلم‌های سینمایی و سریال‌های تلویزیونی بوده و توسط ۲۷ آهنگساز معاصر ایرانی ساخته شده است. علی جعفری پویان تک نواز ویلن تمامی این آثار است. به استثنای ۴ قطعه این آلبوم مابقی قطعات، آثار موسیقی متن است که از هشت سال پیش تا کنون ساخته شده‌اند.
این آلبوم شامل دو سی دی می‌باشد که در سی دی اول ۲۶ قطعه و در سی دی دوم ۲۵ قطعه گرد آوری شده است.
در این مجموعه آثار آهنگسازانی چون فریدون شهبازیان، ناصر چشم‌آذر، مجید انتظامی، محمد رضا درویشی، بهرام دهقانیار، کارن همایونفر، فردین خلعتبری، داریوش تقی پور، حمید دیبازر، امیر بکان، بهزاد عبدی، آریا عظیمی نژاد، آرمان موسی پور، سعید ذهنی، محمد فرشته نژاد، کیوان هنرمند، امیر علی رزاقی، فرزین قره قزلو، علی رضا شیبانی، میلاد موحدی، پویا بابا علی، احسان غلامی بیرقدار، محمد مهدی گورنگی، مانی جعفرزاده، امین هنرمند، فرهاد هراتی، علی صمدپور با اجرای ویلن علی جعفری پویان عرضه شده است.
آلبوم رد انگشتان من توسط مؤسسه «آوا خورشید» در فروردین ۱۳۹۲ منتشر شد. جشن انتشار رد انگشتان من ۳۱ فروردین ۱۳۹۲ در سالن شهناز خانه هنرمندان برگزار شد.